# 约安·詹姆斯
约安·詹姆斯（英語：Ioan James，1928年5月23日—）是一位英国数学家，主要研究方向为拓扑学中的同伦论，曾担任薩維爾幾何學教授，此外他还是一位科学史作家，主要科普作品有《物理学巨匠 : 从伽利略到汤川秀树》（Remarkable Physicists: From Galileo to Yukawa）、《数学巨匠 : 从欧拉到冯·诺伊曼》（Remarkable Mathematicians, From Euler to von Neumann）、《生物学巨匠 : 从雷到汉密尔顿》（Remarkable Biologists: From Ray to Hamilton）等。